# Port lotniczy Juancho E. Yrausquin

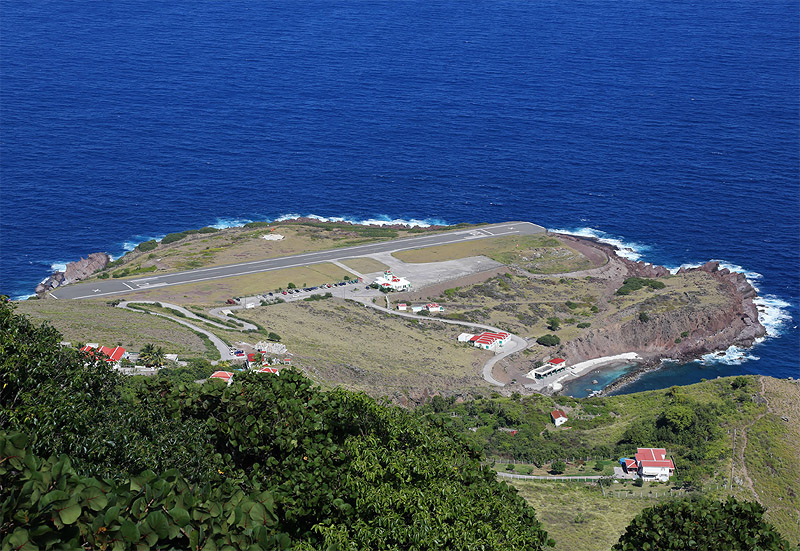
Juancho E. Yrausquin Airport

Port lotniczy Juancho E. Yrausquin – jedyny port lotniczy zlokalizowany na wyspie Saba, gminy zamorskiej Holandii, w miejscowości Zion’s Hill.
Z powodu bardzo krótkiej drogi startowej (długość użytkowa to około 305 m) lotnisko znane jest wśród pilotów oraz specjalistów jako bardzo wymagające podczas podejścia i startu.
Na lotnisku dozwolona jest obsługa helikopterów oraz samolotów typu STOL posiadających duży stosunek mocy do masy, takich jak De Havilland Canada DHC-6 Twin Otter lub Britten-Norman Islander.

## Linie lotnicze i połączenia
| Linia lotnicza        | Kierunek              |
| --------------------- | --------------------- |
| Anguilla Air Services | Czartery: 1. Anguilla |
| Winair                | 1. Sint Maarten       |